# Stephan Rittau
Stephan Rittau (27 de diciembre de 1891 - 22 de agosto de 1942) fue un general en la Wehrmacht de la Alemania Nazi durante la II Guerra Mundial. Fue condecorado con la Cruz de Caballero de la Cruz de Hierro. Rittau murió en combate el 22 de agosto de 1942 en Rzhev, Unión Soviética.

## Condecoraciones
- Cruz de Caballero de la Cruz de Hierro el 2 de noviembre de 1941 como Generalmajor y comandante de la 129. Infanterie-Division[1]